# Port lotniczy Wołogda
Port Lotniczy Wołogda ros. Аэропорт Вологда (IATA: VGD, ICAO: ULWW) – rosyjski port lotniczy o znaczeniu federalnym w Wołogdzie, stolicy obwodu (dokładny adres: 160530, Rosja, Obwód wołogoski, rejon wołogoski, osiedle Dorożny).
Port położony jest 8 km od centrum miasta, jest to jedyne jego lotnisko. Obsługuje wyłącznie rejsy krajowe. Posiada jeden terminal dla pasażerów przylatujących i odlatujących, czynny od 8.00 do 19.00. Bazowa kompania lotnicza to Wołogodskie Przedsiębiorstwo Lotnicze ros. «Вологодское авиапредприятие», które realizuje regularne rejsy do Moskwy i Petersburga oraz sezonowe do miast Wielki Ustiug i Czerepowiec. 
Port przyjmuje samoloty Jak-40 i An-28 oraz śmigłowce Mi-8 i Mi-2. Samoloty o wadze ponad 50 ton nie są przyjmowane.

## Historia
Jest to jedno z najstarszych przedsięwzięć lotniczych w Rosji, przewozy pasażerskie są realizowane od 1931. Wołogda wchodziła w skład regularnych linii sieci Moskwa - Jarosław - Wołogda - Archangielsk. Pierwsze lotnisko było zbudowane niedaleko od osady Kowyrino. W 1978 stary port lotniczy został przekształcony w wojskowy, obecnie znajdują się tam składy przemysłowe. Nowy port, nazywany Zariecze, otwarto w 1978, jednakże sam dworzec lotniczy rozpoczął pracę 3 lata później. Regularne połączenia funkcjonowały do 2012, w 2013 port był nieczynny.  

## Linie lotnicze i połączenia
| Linia Lotnicza              | Kierunek                                               |
| --------------------------- | ------------------------------------------------------ |
| Vologda Aviation Enterprise | 1. Moskwa-Wnukowo 2. Sankt Petersburg 3. Wielki Ustiug |